# سرزمین هیچ‌کس (فیلم ۱۹۸۷)
سرزمین هیچ‌کس (به انگلیسی: No Man's Land) یک فیلم سینمایی اکشن و جنایی آمریکایی محصول سال ۱۹۸۷ میلادی به نویسندگی و تهیه‌کنندگی دیک وولف و کارگردانی پیتر ورنر با بازی چارلی شین، دی بی سویینی و رندی کواید است.

## داستان
«بنجی تیلور» پلیسی است که مخفیانه وارد یک گروه سارق اتومبیل به رهبری «تد واریک» می‌شود. او خود را عرق آنها کرده و به شیوه زندگی و هیجان آنها علاقه‌مند شده و عاشق خواهر «وریک» می‌شود و…
برد پیت در سال ۲۰۱۹، فاش کرد که تقریباً به دلیل تلاش برای تبلیغ یک خط از فیلم اخراج شده‌است.

## اکران
این فیلم در ۲۳ اکتبر ۱۹۸۷ در ۵۱۰ سالن سینما نمایش در سراسر کشور اکران شد. این فیلم در تاریخ ۲۷ ژوئیه ۲۰۱۷ توسط کینو اینترنشنال در قالب دیسک بلو-ری منتشر شد.